# Sebastiano Antonio Pighini
Sebastiano Antonio Pighini (Arceto, 17 settembre 1500 – Roma, 23 novembre 1553) è stato un cardinale e arcivescovo cattolico italiano.

## Biografia
Nacque il 17 settembre 1500 ad Arceto, vicino a Scandiano, figlio di Grazio Pighini e Caterina Vigarani.
Il 27 agosto 1546 fu eletto vescovo di Alife; ricevette la consacrazione episcopale il 21 dicembre successivo nella cattedrale di Trento dal cardinale Giovanni Maria Ciocchi del Monte, vescovo di Palestrina, legato presso il Concilio di Trento.
Il 4 giugno 1548 fu nominato vescovo di Ferentino e il 30 maggio 1550 promosso arcivescovo di Manfredonia.
Papa Giulio III lo elevò al rango di cardinale in pectore nel concistoro del 20 novembre 1551; la sua nomina venne resa nota dallo stesso pontefice nel concistoro del 30 maggio 1552.
Morì a Roma il 23 novembre 1553; fu sepolto nella basilica di Santa Maria del Popolo.

## Genealogia episcopale e successione apostolica
La genealogia episcopale è:
- Vescovo Tito Veltri
- Cardinale Antonio Maria Ciocchi del Monte
- Papa Giulio III
- Cardinale Sebastiano Antonio Pighini

La successione apostolica è:
- Vescovo Achille Grassi (1552)